# NGC 6546
NGC 6546 is een open sterrenhoop in het sterrenbeeld Boogschutter. Het hemelobject werd op 27 juni 1837 ontdekt door de Britse astronoom John Herschel.

## Ecliptica
De open sterrenhoop NGC 6546 bevindt zich betrekkelijk dicht bij de Ecliptica, en kan daardoor, gezien vanaf de Aarde, regelmatig bezocht worden door de planeten van het Zonnestelsel, alsook bedekt worden door de Maan.

## Synoniemen
- OCL 24
- ESO 521-SC29